# Ісламський духовно-культурний центр
Ісламський духовно-культурний центр, Катеринославська соборна мечеть (крим. Ekaterinoslav Cuma Cami) — соборна мечеть та ісламський центр, що перебуває у стані будівництва/відновлення у місті Дніпро. Належить Кримськотатарській Мусульманській релігійній громаді «Промінь Ісламу»

## Архітектура
Мечеть була двоповерховою кам'яною будівлею з високим мінаретом. Вона вигідно виділялася на фоні інших будов і була єдиною будівлею у місті, виконаній у «мавританському» стилі. У зовнішньому обліку відчувались ісламські мотиви: вікна ускладнених форм, імітація різьби по каменю, цегляне облицювання з чергуванням чорного і білого каменю уособлювала популярний на рубежі XIX-XX століть «неомавританський» стиль.

## Історія

### Будівництво і функціонування
Відомості про перший молитовний дім мусульман відносяться до початку XX століття. У 1904 році він розташовується в домі Петрових на вул. Воскресенській, а в 1910 року за адресою вул. Клубна. Відомо, що мусульманська громада Катеринослава мала достатньо коштів та впливу, що дозволило їй зайнятися питанням побудови власної мечеті. «Товариство для побудови мусульманської мечеті» створюється приб. 1909-1910 рр., земельна дільниця під мечеть була вибрана у межах слободи Старий Кут, на пересіченні вулиць Херсонської та Великої Базарної. Вважається, що саме у цьому районі знаходилося невелике кримськотатарське селище.
Існують свідчення, що в місті були компактні поселення й інших мусульман, але встановленим фактом це назвати не можна. У 1911 році будівництво мечеті завершується , про що свідчить запис у довіднику «Весь Екатеринославъ» від 1912 року, де побудова мечеті датується 1911 роком і відмічено, що вона була споруджена на власній землі релігійної громади . У лютому 1912 року мусульманська громада просить у міської влади додаткову дільницю землю у 30 саж (приб. 132 кв.м), необхідну для добудови сходів. «Товариство для побудови мусульманської мечеті» продовжує діяти й у наступному році, про нього згадується у журналі «Дніпрові хвилі» – №8 від 1913 р., з чого виходить, що будівні роботи по мечеті буди завершені тільки у 1913-1914 роках . 
Мечеть було збудовано на кошти заможних кримських татар — місцевих мешканців, яких на той час було 560 осіб. В деяких документах її вказано як турецьку, в інших — як кримськотатарську. 
Окрім мечеті мусульманська громада м. Катеринослава домоглася також створення спеціального цвинтаря. На Новому міському цвинтарі в 1900-х роках було виділено спеціальну мусульманську ділянку (не збереглася, знаходилась в південній частині сучасного парку ім. Писаржевського по проспекту Богдана Хмельницького). 

Діяльність мусульманської громади Катеринослава періодично відображалася в міській печаті, про що свідчать публікації в довіднику-щорічнику «Весь Екатеринославъ» магометанського календарю з вказівками головних мусульманських свят  та зображень мечеті. Показовою також є публікація в «Катеринославських Губернських Відомостях» – № 98 від 1916 р., у котрій зазначалося: 
«крестьянин Пензенской губ. Керенского уезда с. Горенки Гадиатулла Харисов Бекияшев, согласно избрания его единоверцами, утвержден в должности муадзина Соборной мечети в г. Екатеринославе».
 З початком Першої світової війни турки були вимушені покинути місто, що стає першим ударом по діяльності мечеті. Не дивлячись на це, із приведених вище фактів відомо, що богослужіння продовжувались. Переломний момент в історії мусульманської громади, наступає з приходом до влади більшовиків. 
У 2014 році був укладений меморандум між обласною владою та мусульманською громадою щодо передачі будівлі під потреби релігійної громади з умовою, що нові власники спершу знайдуть приміщення для спортивної школи. 

### Відновлення
25 липня 2018 року на сесії Дніпровської міської ради було прийнято рішення про повернення мусульманам будівлі Катеринославської соборної мечеті, відібрану більшовиками в мусульман міста після окупації України радянською Росією на початку XX ст.
2021 року на засіданні містобудівної ради Дніпра було презентовано проєкт будівництва та реконструкції Ісламського духовно-культурного центру.
За задумом архітекторів, в будівлі обладнають підземний триповерховий механізований паркінг на 15 автомобілів. На маленькій ділянці організують невеликий двір з фонтаном і аркадою. Головною родзинкою проєкту стануть скляний купол мечеті та мінарет. На нього можна буде піднятися спеціальною драбиною.
Храм вміщатиме понад 400 осіб. Молитовна зала для чоловіків на 298 осіб розташується на першому поверсі. Тут же будуть роздягальні, санвузли, приміщення для обряду обмивання. А на другому поверсі планується молитовна зала для жінок (на 135 осіб), кабінет настоятеля центру, дитячі кімнати. Для маломобільних людей у мечеті зроблять спеціальний ліфт.
Проєкт на замовлення мусульманської громади «Промінь Ісламу», представив відомий дніпровський архітектор Ігор Саєнко. Він також зазначив, що замовники бажають максимально зберегти наявну будівлю, яка сто років тому і була мечеттю. 
На базі мечеті також планується відкрити культурно-освітній центр, де будуть освітні класи, кімната-музей, що розповідає про культуру кримських татар. Центр, як обіцяє Ельвін Кадиров, буде цікавий для відвідування і для туристів.
Проєкт реставрації мечеті здійснює благодійна організація «Фонд Національного добробуту Криму» спільно з турецьким агентством щодо співробітництва і координації — TİKA.
22 грудня 2023 року під час чергової сесії міськради депутати вирішили віддати землі за адресою Херсонська, 3 під будівництво мусульманського духовно-культурного центру.